# Enfants perdus (militaire)

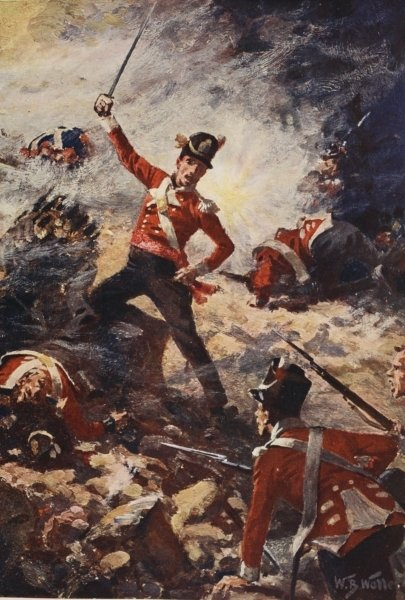
Colin Campbell menant les Enfants perdus au siège de San Sebastián de 1813. Peinture de William Barnes Wollen.

Les Enfants perdus sont, du XVIIe au XIXe siècle, une troupe de soldats d'infanterie légère servant d'avant-garde lors d'une opération militaire, comme une attaque d'une position défendue, où le risque de pertes est élevé. Dans le monde anglo-saxon, on les nomme par l'expression d'origine néerlandaise « Forlorn Hope ».

## Historique
Dans les armées de mercenaires formées de Lansquenets des pays allemands, on appelle ces troupes les « Verlorene Haufen » (« Troupes perdues »), qui a le même sens qu'en néerlandais, le mot Haufen étant lui-même un terme général pour une troupe d'hommes plus ou moins organisée. Leurs soldats sont munis d'épées à deux mains avec lesquelles ils se frayent un chemin dans les formations de piquiers adverses. Ils sont également chargés de résister à la première vague d'assaillants lors de la défense d'un parapet. Les Enfants perdus reçoivent double salaire ; cependant, puisqu'il n'y a pas assez de volontaires pour y servir, leur recrutement est étendu aux criminels condamnés à mort. Sur un champ de bataille, ils sont reconnaissables à leur bannière rouge sang.
En France, Henri Ier de Guise voulait des « montagnards et des hommes du midi, légers de chair, dispos, bien ingambes, armés de dagues et d'arquebuses légères, fournis de poudre fine et départis en 4 ou 5 bonnes bandes ou par escouades. Nous avons eu nos enfants perdus, mais ils ne servent qu'à attaquer et faire quelques escarmouches avant les batailles et ils se retirent. »
Le terme d'Enfants perdus finit par désigner, par extension, n'importe quel corps de troupes se trouvant dans une position périlleuse, un avant-poste exposé, défendant un ravelin ou autre ouvrage avancé. Cette utilisation est fréquente pendant la Première révolution anglaise, dans l'armée britannique lors de la Guerre d'indépendance espagnole de 1808-1814. À l'époque de l'apparition du mousquet, il désigne la première vague de soldats à l'attaque d'une brèche dans les défenses au cours d'un siège.
Tenant compte de la forte probabilité que la plupart des Enfants perdus soient tués ou blessés lors de l'attaque, on compte sur les survivants pour prendre pied sur une position et la tenir suffisamment longtemps pour que les renforts arrivent, ou bien on forme une deuxième vague d'assaut avec ceux qui restent pendant que l'adversaire recharge ses armes. Cela dit, ces soldats ne se comportent pas pour autant de manière inconsidérée : au siège de Badajoz en 1812, les Forlorn hope anglais emportent au combat des sacs (hauts de 1,5 à 1,8 m et larges de 61 cm), bourrés de foin ou de paille, qu'ils jettent dans les tranchées ennemies pour amortir la chute quand ils s'y précipitent.
Au lieu de criminels condamnés, les troupes d'Enfants perdus peuvent être composées de volontaires ou de soldats choisis au hasard. Elles sont souvent dirigées par d'ambitieux officiers subalternes en quête d'avancement. S'ils se sont battus courageusement, les volontaires survivants peuvent espérer une récompense : recevoir une promotion, ou de l'argent ; leur chef, lui, est certain de monter en grade et de voir sa carrière militaire favorisée. Ainsi, malgré les risques majeurs encourus, il existe une forte concurrence pour en obtenir le commandement. Chez les Français, aussi bien les soldats que le commandement qui ont survécu voient leur carrière dans l'armée assurée.